# Albert Goldman
Albert Harry Goldman (Dormont, 15 de abril de 1927 – 28 de março de 1994) foi um biógrafo estadunidense.
Escreveu sobra a cultura e personalidades da indústria musical americana, tanto em livros como para revistas. É mais conhecido pelas controversas biografias de Lenny Bruce (Ladies and Gentlemen - Lenny Bruce!!, 1974), Elvis Presley (Elvis, 1981) e John Lennon (The Lives of John Lennon, 1988 e Elvis: The Last 24 Hours, 1990).